# Xã Kern, Quận Hettinger, Bắc Dakota
Xã Kern (tiếng Anh: Kern Township) là một xã thuộc quận Hettinger, tiểu bang Bắc Dakota, Hoa Kỳ. Năm 2010, dân số của xã này là 20 người.